# Snoh Aalegra

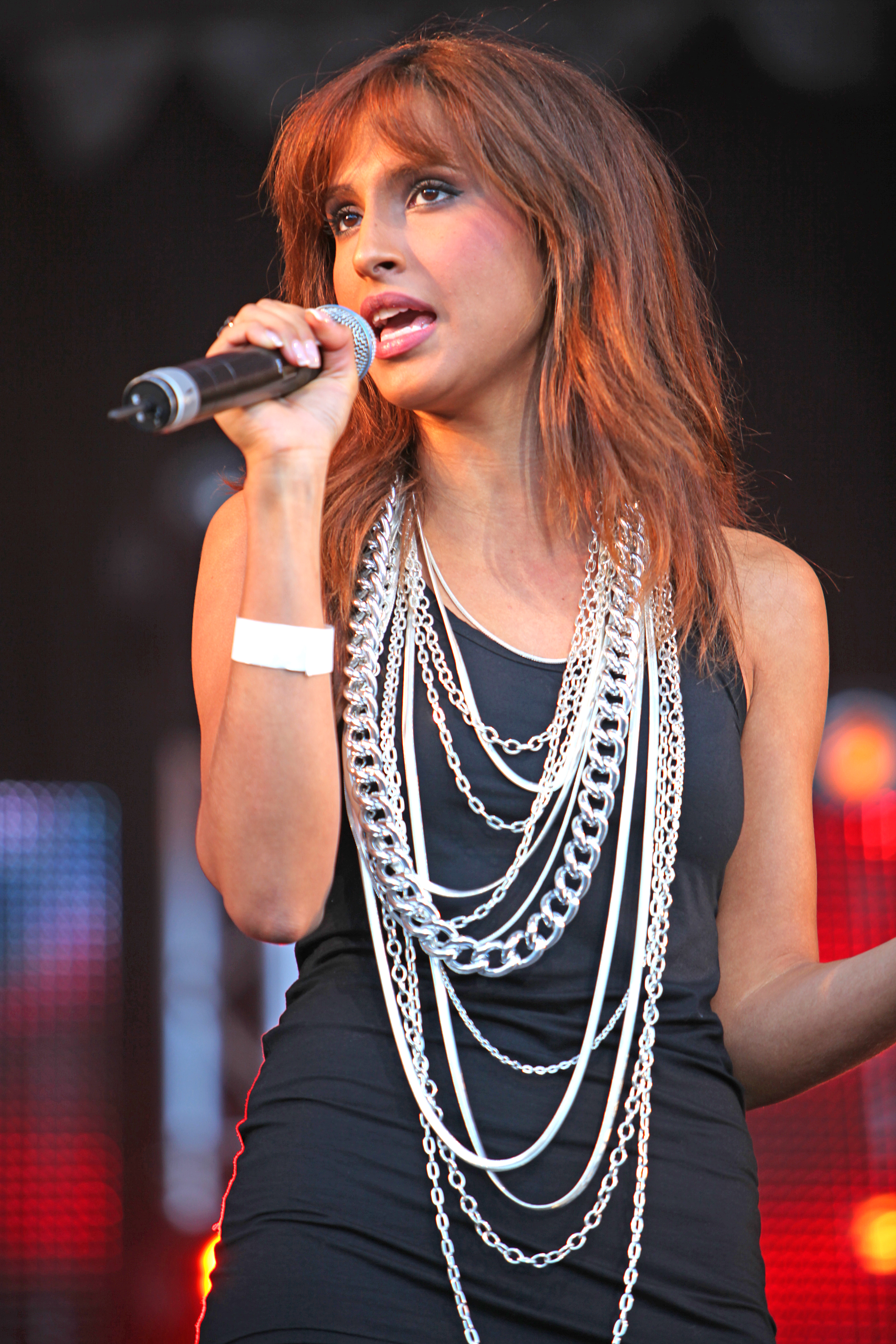
Snoh Aalegra uppträder på Stockholm Pride 2009.

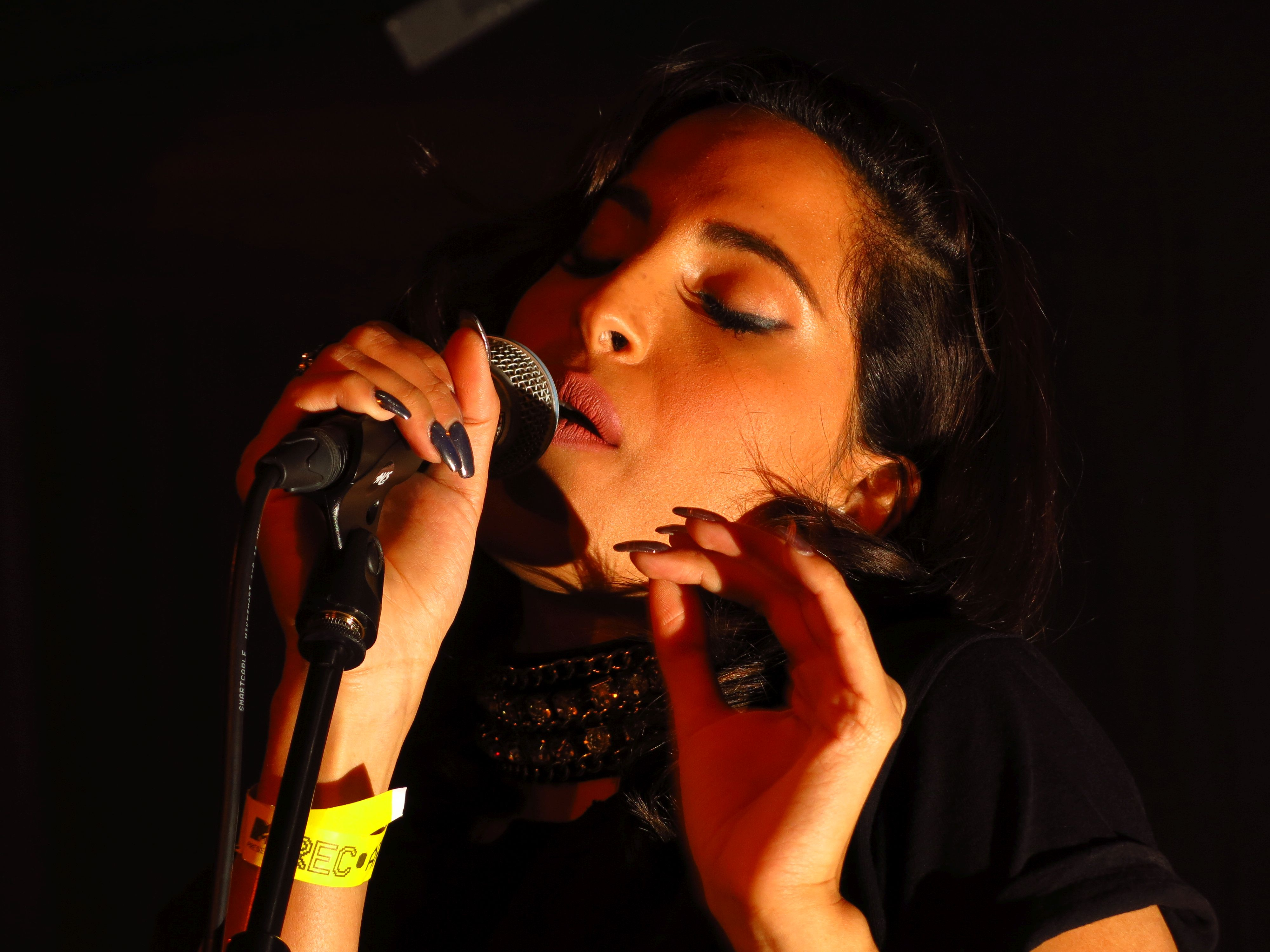
Snoh Aalegra på REC Festivalen i Rotterdam 4 november 2016.

Sheri Nowrozi, född 13 september 1987 i Uppsala, professionellt känd som Snoh Aalegra, är en svensk sångare och låtskrivare av iranskt ursprung. Namnet Snoh var till en början ett smeknamn och är numera hennes officiella namn. Aalegra kommer från italienska allegra som betyder glatt.
Aalegras singel U Got Me Good producerades av Jörgen Elofsson och användes som musik i filmen Snabba Cash.

## Diskografi

### Singlar
| Släppdatum | Låt                   | Sverige |
| ---------- | --------------------- | ------- |
| 2009-04-03 | "Hit and Run"         | 12      |
| 2009-06-15 | "First Sign"          | -       |
| 2009-07-13 | "Smooth Operator"     | -       |
| 2009-12-04 | "U Got Me Good"       | 2       |
| 2015-02-11 | ”Emotional”           |         |
| 2016-03-25 | “Under The Influence” |         |
| 2016-03-30 | “In Your River”       |         |
| 2016-11-22 | “FEELS”               |         |
| 2019-02-18 | “I Want You Around”   |         |
| 2019-04-01 | “You”                 |         |

### EP:er
- 2014 There Will Be Sunshine
- 2016 Don’t Explain

### Album
- 2017 FEELS
- 2019 - Ugh, Those Feels Again
- 2021 TEMPORARY HIGHS IN THE VIOLET SKIES